# Nagrada SFERA
Nagrada SFERA (hrvaško Nagrada SFERA) je nagrada, ki jo od leta 1981 podeljuje društvo za znanstveno fantastiko SFera iz Zagreba. Do leta 1991 so jo podeljevali za področje celotne Jugoslavije, od leta 1994 pa samo za dela izvirno objavljena v hrvaškem jeziku.

## Vsebina in pomen nagrade
Nagrado SFERA podeljujejo za najboljše stvaritve s področja znanstvene fantastike (v obrazložitvi pravilnika, je SF skupni naziv za znanstveno fantastiko, fantazijo in horror), prvič objavljene in/ali prikazane na Hrvaškem v hrvaščini v teku prejšnjega koledarskega leta.
Nagrada je bila v začetku le književna, sčasoma pa se je razširila v več kategorij. Podeljuje se za kategorije:
- miniatura (zgodba do 5 strani)
- kratka zgodba (5-15)
- zgodba (16-50)
- novela (51-100)
- roman (prek 100 strani)
- otroški roman
- drama
- pesništvo
- barvna ilustracija
- črnobela ilustracija
- strip

Drugi mediji (npr. kostumografija, kip/skulptura, film, video, glasba) so določeni kot »posebne stvaritve«. Nagrada podeljujejo tudi za življenjsko delo in občasna, posebna nagrada za delo novega avtorja, poimenovana Protosfera.

## Dosedanji prejemniki

### 1981 - 1990
1981
- zgodba: Goran Hudec, Prsten
- roman: Miha Remec, Prepoznavanje  Slovenija
- listina: oddaja Eppur si muove Radio Zagreba

 1982
- zgodba: Radovan Devlić, Hajka
- življenjsko delo: Zvonimir Furtinger
- listina: Dušan Vukotić

1983
- zgodba: Biljana Mateljan, Vrijeme je, maestro
- listina: Sirius

1984
- zgodba: Slobodan Čurčić, Šume, kiše, grad i zvezde  Srbija
- roman: Branko Belan, Utov dnevnik
- listini: IRO Politika (Beograd) in Brane Dimitrović

1985
- zgodba: Hrvoje Prćić, Ana s onu stranu zrcala
- atrip: Željko Pahek
- listine: Galerija Studentskog centra v Zagrebu, Boban Knežević in Italijanski kulturni center v Zagrebu

1986
- zgodba: Slobodan Petrovski, Most
- roman: Predrag Raos, Mnogo vike nizašto
- listine: Centar za kulturu Pešćenica, Tehnični muzej v Zagrebu, Borivoj Jurković

1987
- zgodba: Miha Remec, Spomenik Euridiki  Slovenija
- strip: Igor Kordej
- listini: Žiga Leskovšek ( Slovenija), IRO Prosveta (Beograd)

1988
- zgodba: Vladimir Lazović, Sokolar  Srbija
- listina: Dobrosav Bob Živković

1989
- zgodba: Predrag Raos, Škorpion na jeziku
- življenjsko delo: Gavrilo Vučković (urednik)  Srbija

1990
- zgodba: Radovan Devlić, Zatvor
- roman: Radivoje Lola Đukić, Ovca na Bulevaru Oktobarske revolucije  Srbija

### 1991 - 2000
1991
- zgodba: Vera Ivosić-Santo, Evici, s ljubavlju
- roman: Predrag Raos, Nul effort
- posebna stvaritev: Zoran Živković, Enciklopedija naučne fantastike  Srbija  Arhivirano 2006-07-15 na Wayback Machine.

1992
- ni podeljena.

1993
- ni podeljena.

1994
- zgodba: Darko Macan, Mihovil Škotska Snježnica
- ilustracija: Aleksandar Žiljak

1995
- kratka zgodba: Darko Macan, Pročitaj i daj dalje
- zgodba: Jasmina Blažić, Kuća na broju 15
- novela: Jasmina Gluhak, Nataša Pavlović, One Shot
- ilustracija: Igor Kordej

1996
- kratka zgodba: Mario Berečić, Ovo je moja nesreća
- zgodba: Tatjana Jambrišak, Duh novog svijeta
- drama: Hrvoje Kovačević, Profesionalna deformacija
- barvna ilustracijai: Igor Kordej
- črnobela ilustracija: Aleksandar Žiljak
- življenjsko delo: Krsto A. Mažuranić in Ivica Posavec
- Protosfera: Zvjezdana Odobašić, za roman Čudesna krljušt

1997
- miniatura: Denis Peričić, Diptih o doktoru
- kratka zgodba: Dean Fabić, Svi njihovi životi
- zgodba: Aleksandar Žiljak, Slijepe ptice
- roman: Predrag Raos, Od rata do zvijezda
- barvna ilustracija: Karlo Galeta
- črnobela ilustracija: Tihomir Tikulin
- posebna stvaritev: Urban & 4, za album Otrovna kiša

1998
- miniatura: Zdenko Vlainić, Buba
- kratka zgodba: Tatjana Jambrišak, Crveno i crno
- zgodba: Goran Konvični, Pet minuta do budućnosti
- drama: Marijana Nola, Don Huanov kraj
- ilustracija: Bojan Tarticchio
- življenjsko delo: Zdravko Valjak
- Protosfera: Andrija Jakić, za zgodbo a.n.d.

1999
- minijatura: Aleksandar Žiljak, Prvi let
- kratka zgodba: Jasmina Blažić, Kraj stoljeća
- zgodba: Zoran Pongrašić, Dijagonala
- drama: Denis Peričić, Netopir
- roman: Milena Benini Getz, Kaos
- barvna ilustracija: Željko Pahek
- črnobela ilustracija: Esad T. Ribić
- življenjsko delo: Damir Mikuličić

2000
- miniatura: Zoran Vlahović, Lovci slave
- kratka zgodba: Irena Krčelić, Gubilište
- zgodba: Krešimir Mišak, Svijet iduće sekunde
- novela: Dalibor Perković, Banijska praskozorja
- drama: Ivana Sajko, Idući površinom
- ilustracija: Goran Šarlija

### 2001 - 2008
2001
- miniatura: Aleksandar Žiljak, Hladni dodir vatre
- kratka zgodba: Igor Lepčin, Blijedonarančasta Tineluss
- zgodba: Vanja Spirin, Nimfa
- novela: Krunoslav Gernhard, Libra mrtvieh nazivja
- roman: Darko Macan, Koža boje masline
- esej: Igor Marković, U vrtlogu stvarnosti - Dick čitan Flusserom
- ilustracija: Robert Drozd
- življenjsko delo: Živko Prodanović
- posebni prispevek SFeraKon-u 2000: Tajana Štasni
- Protosfera: Marin Medić, za zgodbo Trkač

2002
- miniatura: Kristijan Novak, Posljednjih sedam milisekundi
- kratka zgodba: Viktoria Faust, Teško je biti vampir
- zgodba: Želimir Periš, Tisućljeće
- novela: Igor Lepčin, Nebo iznad Marijane
- barvna ilustracija: Tatjana Jambrišak (za www.tatjana.ws)
- črnobela ilustracija: Davor Rapaić (za knjigo 'Neusporediva' protiv slučajne sličnosti)
- listina: Bojan Krstić (za izdajo Future)

2003
- miniatura: Zoran Krušvar, Igra
- kratka zgodba: Marina Jadrejčić, Tužna madona
- zgodba: Tatjana Jambrišak, Ima li bolje zabave, moje dame?
- otroški roman: Darko Macan, Pavo protiv Pave
- roman: Dejan Šorak, Ja i Kalisto
- barvna ilustracija: Štef Bartolić (naslovnica Monolitha)
- črnobela ilustracija: Filip Cerovečki (Lovecraftova galerija)
- listina: dvotedniku Zarez za prispevek o Philipu Kindredu Dicku (Zarez 93. Tema številke: Philip Dick Arhivirano 2007-09-27 na Wayback Machine.)

2004
- miniatura: Zoran Krušvar, Brodovi u tami
- kratka zgodba: Viktoria Faust, Vrištač
- zgodba: Danilo Brozović, Prsti
- novela: Dalibor Perković, Preko rijeke
- otroški roman: Zvonko Todorovski, Prozor zelenog bljeska
- roman: Ivan Gavran, Sablja
- ilustracija: Milivoj Ćeran, za Vile hrvatskih pisaca
- Protosfera: Jurica Palijan, Bili ste divna publika
- listina: elektronski fanzin NOSF

2005
- miniatura: Saša Škerla, Bilo jednom
- kratka zgodba: Bojan Sudarević, Cyberfolk  Arhivirano 2008-02-19 na Wayback Machine.
- zgodba: Krešimir Mišak, Akvarij sa zlatnim ribicama
- novela: Zoran Pongrašić, Letač
- roman: Oliver Franić, Araton
- ilustracija: Darko Vučenik (za naslovnico knjige Čuvari sreće Z. Pongrašića)
- posebni priznanji: Vlatko Jurić-Kokić, Davor Šišović

2006
- miniatura: Zoran Janjanin, Primarna zdravstvena...
- kratka zgodba: Petra Bulić, Antarktički vjetar
- zgodba: Danilo Brozović, Anne Droid
- novela: Milena Benini, McGuffin Link
- roman: Dalibor Perković, Sva krv čovječanstva
- ilustracija: Tomislav Tomić (za naslovnico knjige Zeleno sunce, crna spora D. Brozovića)

2007
- miniatura: Dario Rukavina, Ima li piljaka tamo gore, na jugu? (zbirka Blog.SF)
- kratka zgodba: Viktoria Faust, Riana u sutonu sivom (zbirka Vampirske priče)
- zgodba: Danijel Bogdanović, 87. kilometar (zbirka Zagrob)
- roman: Veselin Gatalo, Geto
- ilustracija: Nela Dunato, You don’t own me (naslovnica revije NOSF )
- posebna stvaritev: Tomislav Šakić in Aleksandar Žiljak, Ad Astra – Antologija hrvaške znanstvenofantastične novele 1976-2006
- življenjsko delo – Mladen Bjažić

2008.
- miniatura: Danijel Bogdanović, Decimala (»Krivo stvoreni«, Pučko otvoreno učilište Pazin, 2007)
- kratka zgodba: Ivana D. Horvatinčić, Post mortem (»Priče o starim bogovima«, Pučko otvoreno učilište Pazin, 2007.)
- zgodba: Nikola Kuprešanin, Karakuri ningyo (NOSF magazin br. 25, 2007.)
- novela: Danilo Brozović, Besmrtna Diana (»Trinaesti krug bezdana«, Mentor in SFera, 2007.)
- roman: Predrag Raos, Let Nancija Konratata (Izvori, 2007.)
- otroški roman: Darko Macan, Dlakovuk (Knjiga u centru, 2007.)
- esej: Zoran Kravar, Duboka fikcija - J. R. R. Tolkien (Ubiq br.1, Mentor, 2007.)
- zbirka pesmi: Tatjana Jambrišak, Slova iz snova (Mentor, 2007.)
- posebna stvaritev: Zoran Krušvar, Multimedijski projekt Izvršitelji nauma Gospodnjeg
- strip: Ivan Marušić, Entropola (Mentor, 2007.),
- posebna stvaritev za oblikovanje časospisa UBIQ: Melina Mikulić
- Protosfera: Vesna Bolfek, Snijeg i pepeo (»Priče o starim bogovima«, Pučko otvoreno učilište Pazin, 2007.).